# Viciria pallens
Viciria pallens là một loài nhện trong họ Salticidae.
Loài này thuộc chi Viciria. Viciria pallens được Tord Tamerlan Teodor Thorell miêu tả năm 1877.